# The Churchills (gruppo musicale israeliano)
The Churchills (Lingua ebraica: הצ'רצ'ילים), a volte conosciuti come The Churchill's, e negli USA come Jericho Jones e Jericho, sono stati uno dei primi gruppi rock israeliani. La band fu fondata da Yitzhak Klepter, per divenire in seguito la backing band di Arik Einstein considerato come uno dei padri del rock ad Israele.

## Storia
The Churchills furono fondati nel 1965. La band suonava inizialmente rock psichedelico in lingua inglese per spostare poi il suono verso l'hard rock. Al di fuori di Israele, era attivo sotto gli pseudonimi di Jericho Jones e Jericho.
La band fu una formazione di punta della prima scena beat israeliana, ma fu la loro collaborazione con Arik Einstein che la fece entrare nel mainstream del pop israeliano. Furono infatti invitati a lavorare con Einstein al suo terzo album solista Poozy, registrato nel 1969. Questo è considerato da molti il primo album rock in ebraico. The Churchill suonarono su metà dei brani di quell'album, uno dei quali era una versione ebraica della loro When You're Gone. Dopo Poozy, the Churchills suonarono anche nei concerti di Einstein, e suonarono con lui su altri tre album: Shablul (1970), Plastelina (1970) e On Avigdor's Grass (1971).
A contribuire al sound dei Churchills all'epoca fu l'unione di due membri stranieri: il cantante canadese Stan Solomon e il chitarrista britannico Robb Huxley (ex The Tornados).
Il lato A del loro ultimo singolo, Time is Now è stato scritto da Ray Dorset, che ha incluso la sua versione nel suo album solista Cold Blue Excursion.

## Band members
- Primo Ensemble (1965–1967)
  - Yitzhak Klepter – Chitarra
  - Miki Gavrielov – Basso
  - Haim Romano – Chitarra
  - Selwyn Lifshitz – Voce
  - Ami Traibetch – Batteria

- Secondo Ensemble (1968–1969)
  - Robb Huxley – Chitarra, Voce
  - Miki Gavrielov – Bass
  - Haim Romano – Chitarra
  - Stan Solomon – Voce
  - Ami Traibetch – Batteria

- Terzo Ensemble (1969–1972)
  - Robb Huxley – Chitarra, Voce
  - Miki Gavrielov – Basso
  - Haim Romano – Chitarra
  - Dani Shoshan – Voce
  - Ami Traibetch – Batteria

- Quarto Ensemble (1972–1973)
  - Robb Huxley – Chitarra, Voce
  - Haim Romano – Lead Guitar
  - Danny Shoshan – Basso, Lead Vocals
  - Chris Perry – Batteria

- Quinto Ensemble (1972–1973) (as The New Churchills)
  - Miki Gavrielov – Basso
  - Roni Demol – Chitarra
  - Shmulik Bodgov – Chitarra
  - Ami Traibetch – Batteria

## Discografia

### Album
- 1968 Cherchilim (צ'רצ'ילים, "Churchill's")
- 1971 Junkies, Monkeys and Donkeys - come "Jericho Jones"
- 1972 Jericho - come "Jericho"

### Singles
- 1968 Too Much In Love To Hear / Talk To Me (Split 7" con The Tornados)
- 1970 Churchill Sebastian Bach: Coral for Young Lovers/Double Concerto (צ'רצ'יל סבסטיאן באך: קוראל לאוהבים הצעירים/קונצ'רטו כפול)
- 1970 Signs of You / Living Loving
- 1970 She's a Woman / Sunshine Man
- 1971 Time is Now / Freedom
- 2021 Dangerous People

### Collaborazioni
- 1969 Arik Einstein – Poozy
- 1970 Arik Einstein & Shalom Hanoch – Shablul
- 1970 Arik Einstein & Shalom Hanoch – Plastelina
- 1970 Oshik Levi – Kzat Sheket
- 1971 Pupik Arnon – Kol Ehad
- 1971 Arik Einstein & Robb Huxley – Shirei Yeladim
- 1971 Arik Einstein & Miki Gavrielov – BaDeshe Etzel Avigdor
- 1973 Arik Einstein – Eretz Israel HaYeshana VeHaTova